# Let It Be Known
Let It Be Known — семитрековий міні-альбом американського репера Spice 1, виданий лейблом Triad Records 1991 року. Всі пісні спродюсував Ент Бенкс. Виконавчий продюсер: Джорджетт Вілліс.

## Список пісень
1. «Ghetto Thang» — 4:23
2. «Let It Be Known» — 3:45
3. «187 Proof (Part 1)» — 2:48
4. «1-900-S.P.I.C.E.» — 1:35
5. «In My Neighborhood» — 3:45
6. «Break Yourself» (з участю MC Ant) — 4:09
7. «City Streets» — 4:55

## Чартові позиції
| Чарт (1991)               | Найвища позиція |
| ------------------------- | --------------- |
| US Top R&B/Hip-Hop Albums | 69              |